# Bezzia mellori
Bezzia mellori är en tvåvingeart som beskrevs av Boorman och Harten 2002. Bezzia mellori ingår i släktet Bezzia och familjen svidknott.
Artens utbredningsområde är Oman. Inga underarter finns listade i Catalogue of Life.